# Немска гимназия
Немската гимназия, съкратено НЕГ, е езикова гимназия в България, в която се преподава на немски език.

## Гимназии
София
- Първа немска гимназия (91 НЕГ „Проф. Константин Гълъбов“), осн. 1960 г.
- Втора немска (73 СОУ „Владислав Граматик“)
- Трета немска (35 СОУ „Добри Войников“)
- Частна немска гимназия („Увекинд“)

Бургас
- Немска езикова гимназия (Бургас), от 1960 г.

Ловеч
- ГЧЕ „Екзарх Йосиф I“

Пазарджик
- Езикова гимназия „Бертолт Брехт“, осн. 1970 г.